# 崔英浩
崔 英浩（チェ・ヨンホ、朝鮮語: 최영호）は、朝鮮民主主義人民共和国の軍人、政治家。朝鮮労働党中央委員会委員、最高人民会議代議員。朝鮮人民軍航空・反航空軍司令官などを歴任した。朝鮮人民軍における軍事称号（階級）は上将。

## 経歴
出生地や生年月日は不明。2009年3月に最高人民会議第12期代議員に選出された。2014年12月に人民軍中将として朝鮮人民軍航空・反航空軍司令官に任命された。2015年1月に上将に、7月に大将に昇進した。2016年5月9日に開催された朝鮮労働党第7次大会で朝鮮労働党中央委員会委員に選出されたが、同年12月に朝鮮人民軍航空・反航空軍司令官を解任された。2017年には上将に降格した。